# The Game of Love
The Game of Love (укр. Гра кохання) — третій сольний і перший англомовний міжнародний альбом грецької співачки Єлени Папарізу, який вийшов 25 жовтня 2006 року під ліцензією лейблу Sony BMG Greece. Міжнародного успіху альбом не мав, однак одразу потрапив в чарти Греції і Кіпру.

## Список композицій
| #   | Назва                                                                | Автор                                             | Тривалість |
| --- | -------------------------------------------------------------------- | ------------------------------------------------- | ---------- |
| 1.  | «Gigolo»                                                             | Алекс Папаконстантіну/Маркус Енглоф- Mack         | 3:22       |
| 2.  | «Somebody's Burning»                                                 | Тоні Маврідіс/Олавссон/Сем Макарті                | 3:12       |
| 3.  | «The Game of Love»                                                   | Алекс Папаконстантіну/Маркус Енглоф- Mack         | 3:09       |
| 4.  | «Mambo!»                                                             | Алекс Папаконстантіну/Маркус Енглоф- Сем Ворно    | 3:04       |
| 5.  | «Carpe Diem»                                                         | Тоні Маврідіс/Олавссон/Єлена Папарізу/Сем Макарті | 3:37       |
| 6.  | «Teardrops»                                                          | Тоні Маврідіс/Ніклас Олавссон/Єлена Папарізу      | 3:49       |
| 7.  | «Let Me Let Go» (англомовна версія Pote Ksana)                       | Алекс Папаконстантіну/Маркус Енглоф- Mack         | 2:54       |
| 8.  | «Heroes» (Чемпіонат Європи з легкої атлетики, офіційна музична тема) | N. Molinder, J. Persson, P. Ankarberg             | 2:55       |
| 9.  | «It's Gone Tomorrow» (англомовна версія Iparhei Logos)               | Ефтівулос - Mack                                  | 4:16       |
| 10. | «Heart of Mine» (англомовна версія Me Theloun Ki Alloi)              | Martin Hanxen/Jimmy Thornfeldy/Urban Robertsson   | 2:56       |
| 11. | «You Set My Heart on Fire»                                           | Biddu                                             | 3:12       |
| 12. | «Voulez Vous?»                                                       | Маркус Енглоф/Алекс Папаконстантіну - Mack        | 3:03       |
| 13. | «Seven Days»                                                         | Per Liden                                         | 3:26       |
| 14. | «Oti Axizi Ine I Stigmes '»                                          | Манос Хадзідакіс - Елеана Врахалі                 | 3:39       |

### Бону-треки
Видання для Південної Африки
| #   | Назва           | Автор                                         | Тривалість |
| --- | --------------- | --------------------------------------------- | ---------- |
| 15. | «My Number One» | Христос Дантіс/Христос Дантіс-Наталія Герману | 2:55       |

Видання для Японії
| #   | Назва                       | Автор                                          | Тривалість |
| --- | --------------------------- | ---------------------------------------------- | ---------- |
| 15. | «Mambo! (P.K.G / Slashmix)» | Алекс Папаконстантіну/Маркус Енглоф- Сем Ворно | 7:39       |

## Історія видання
| Регіон          | Дата              | Лейбл                |
| --------------- | ----------------- | -------------------- |
| Греція          | 25 жовтня 2006    | Sony BMG             |
| Кіпр            | 25 жовтня 2006    | Sony BMG             |
| Південна Африка | 13 листопада 2006 | Gallo Record Company |
| Скандинавія     | 15 листопада      | Bonnier Music        |
| Росія           | 29 квітня 2007    | Sony BMG             |
| Японія          | 24 жовтня 2007    | BMG Japan            |

## Позиції в чартах
| Чарт                 | Провайдер          | Пікова позиція | Тижнів у чарті | Сертифікати |
| -------------------- | ------------------ | -------------- | -------------- | ----------- |
| Greek Albums Chart   | IFPI               | 1              | 36             | платиновий  |
| Cypriot Album Chart  | All Records Top 20 | 1              | 50             | платиновий  |
| Swedish Albums Chart | GLF                | 18             | 4              |             |